# Józef Smoleński

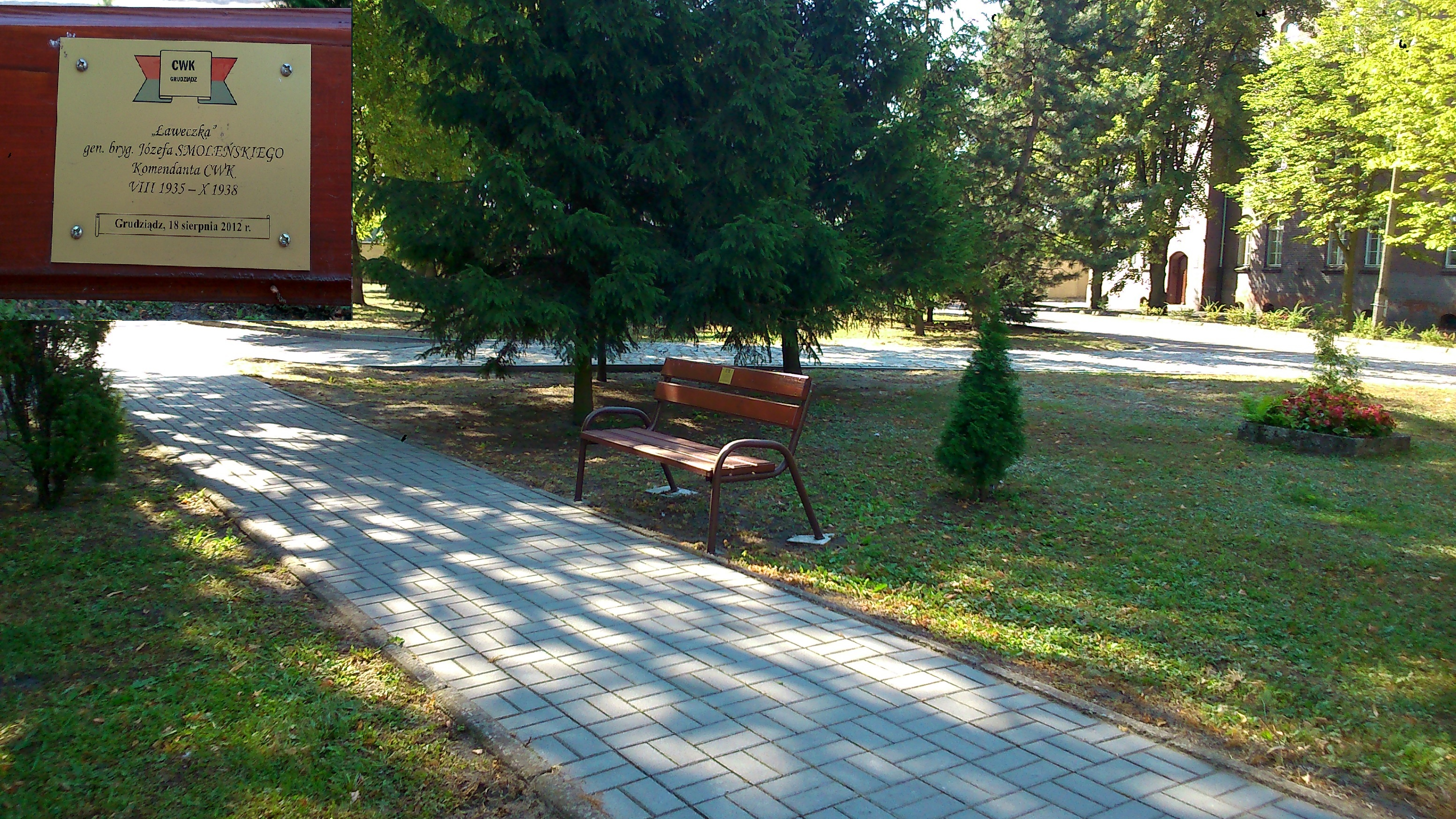
Ławeczka z tabliczką upamiętniającą Józefa Smoleńskiego na terenie dawnych koszar CWK w Grudziądzu

Józef Smoleński, właśc. Marian Józef Smoleński, ps. „Kolec”, „Łukasz” (ur. 18 września 1894 w Gostkowie, zm. 19 stycznia 1978 w Londynie) – pułkownik dyplomowany kawalerii Wojska Polskiego, uczestnik walk o niepodległość Polski w I i II wojnie światowej oraz wojnie z bolszewikami, kawaler Orderu Virtuti Militari, zastępca Komendanta Głównego Związku Walki Zbrojnej od maja do czerwca 1940 roku. W 1964 roku mianowany przez władze emigracyjne generałem brygady.

## Życiorys
Studiował na politechnice w Liège w Belgii i Szkole Głównej Gospodarstwa Wiejskiego w Warszawie. W czasie studiów działał w Związku Strzeleckim. 6 sierpnia 1914 wymaszerował z Krakowa w składzie 2 plutonu 1 kompanii kadrowej. Do lipca 1917 służył w 1 pułku ułanów Władysława Prażmowskiego „Beliny”. Od 5 lutego do 31 marca 1917 roku był słuchaczem kawaleryjskiego kursu oficerskiego przy 1 pułku ułanów w Ostrołęce. Kurs ukończył z wynikiem bardzo dobrym. Posiadał wówczas stopień wachmistrza. Latem tego roku, po kryzysie przysięgowym, został internowany w Szczypiornie.
Od listopada 1918 w Wojsku Polskim. Do września 1922 pełnił służbę w 7 pułku Ułanów Lubelskich, w którym między innymi dowodził 2 szwadronem. 
We wrześniu 1922 rozpoczął studia w Wyższej Szkole Wojennej w Warszawie. Z dniem 1 października 1924 roku, po ukończeniu kursu i otrzymaniu dyplomu naukowego oficera Sztabu Generalnego, został przydzielony do Oddziału I Sztabu Generalnego. W listopadzie tego roku został przydzielony do 4 Dywizji Kawalerii we Lwowie na stanowisko szefa sztabu. W kwietniu 1928 został przydzielony do Oddziału III Sztabu Generalnego. W marcu 1930 został mianowany dowódcą 2 pułku ułanów w Suwałkach. W lipcu 1935 został mianowany na stanowisko komendanta Centrum Wyszkolenia Kawalerii w Grudziądzu. W listopadzie 1938 obowiązki komendanta CWK przekazał płk. Tadeuszowi Komorowskiemu. W lutym 1939 zastąpił płk. dypl. Tadeusza Pełczyńskiego na stanowisku szefa Oddziału II Sztabu Głównego WP. Po wybuchu wojny został szefem Oddziału II Sztabu Naczelnego Wodza.
Był współodpowiedzialny za przejęcie przez Niemców po kapitulacji Warszawy najważniejszych akt Oddziału, które nie zostały zniszczone ani ewakuowane z Fortu Legionów.
Po kampanii wrześniowej przedostał się do Francji. W maju 1940 gen. dyw. Władysław Sikorski mianował go II zastępcą komendanta głównego Związku Walki Zbrojnej, gen. broni Kazimierza Sosnkowskiego. Występując pod pseudonimem „Łukasz” odpowiadał za przygotowanie planów operacyjnych powstania w kraju oraz planów sabotaży i dywersji w kraju. Kierował pracą dwóch samodzielnych referatów: taktyczno-operacyjnego i informacyjnego. Podlegali mu kierownicy okupacji sowieckiej i niemieckiej. 21 czerwca przybył do Londynu. 
29 czerwca Komenda Główna ZWZ została rozwiązana; utworzono ją w kraju, komendantem głównym mianując gen. Roweckiego.  W jej miejsce przy Sztabie Naczelnego Wodza  w Londynie utworzono „Samodzielny Wydział Krajowy” pod nazwą Oddział VI (Specjalny). Od czerwca pełnił obowiązki jego szefa, według Mariana Utnika „cieszył się dużym zaufaniem gen. Sosnkowskiego, sprawującego nadzór nad oddziałem, był kolegą szefa sztabu, gen. Klimeckiego, miał opinię wybitnego oficera sztabowego (...) 
W październiku 1941 wyznaczony został na stanowisko dowódcy II Oficerskiego Batalionu Szkolnego Brygady Szkolnej, ale faktycznie dowództwo tego pododdziału objął 15 stycznia 1942. 6 czerwca tego roku zdał dowództwo batalionu płk. dypl. Sewerynowi Łańcuckiemu i objął komendę Kursu Przygotowawczego do Wyższej Szkoły Wojennej. We wrześniu 1942 wyznaczony na stanowisko komendanta Wyższej Szkoły Wojennej. Według gen. bryg. Stanisława Kopańskiego na tym stanowisku „z właściwym mu taktem i powagą kierował pracą Szkoły”. Od kwietnia do października 1943 pełnił służbę w Inspektoracie Wyszkolenia Polskich Sił Zbrojnych. W październiku 1943 gen. broni Kazimierz Sosnkowski na wniosek gen. Kopańskiego mianował go drugim zastępcą szefa Sztabu Naczelnego Wodza w Londynie. Kierował pracami Oddziału III Operacyjnego i Oddziału II Wywiadowczego. Na polecenie Naczelnego Wodza wespół z mjr. dypl. Leonem Fudakowskim opracował studium na temat odmłodzenia oficerskiej kadry dowódczej Polskich Sił Zbrojnych. W sierpniu 1944 został zastępcą dowódcy 3 Dywizji Strzelców Karpackich. Na tym stanowisku pozostawał do czasu rozformowania dywizji.
Po demobilizacji osiadł w Londynie. Tam, 19 stycznia 1978 zginął w wypadku drogowym. Pochowany na cmentarzu Gunnersbury. Był wieloletnim prezesem Instytutu Józefa Piłsudskiego w Londynie.

## Awanse
- rotmistrz – 3 maja 1922 zweryfikowany ze starszeństwem z dniem 1 czerwca 1919;
- major – 1 grudnia 1924 ze starszeństwem z dniem 15 sierpnia 1924 i 17. lokatą;
- podpułkownik – ze starszeństwem z dniem 1 stycznia 1930;
- pułkownik – ze starszeństwem z dniem 1 stycznia 1932;
- generał brygady – ze starszeństwem z dniem 1 stycznia 1964, mianowany przez władze RP na uchodźstwie.

## Ordery i odznaczenia
- Krzyż Srebrny Orderu Wojskowego Virtuti Militari nr 2727 (1921)[13]
- Krzyż Komandorski Orderu Odrodzenia Polski (11 listopada 1974)[14]
- Krzyż Niepodległości (12 maja 1931)[15]
- Krzyż Oficerski Orderu Odrodzenia Polski (11 listopada 1934)[16]
- Krzyż Walecznych (czterokrotnie)[17]
- Złoty Krzyż Zasługi z Mieczami
- Złoty Krzyż Zasługi (19 marca 1937)[18]
- Medal Pamiątkowy za Wojnę 1918–1921[17]
- Medal Dziesięciolecia Odzyskanej Niepodległości[17]
- Odznaka za Rany i Kontuzje[19]
- Odznaka Pamiątkowa „Pierwszej Kompanii Kadrowej”[20]
- Krzyż Komandorski Orderu Korony Rumunii (Rumunia)[17]
- Krzyż Komandorski Orderu Krzyża Orła (Estonia, 1937)[21][17]
- Medal 10 Rocznicy Wojny Niepodległościowej (Łotwa)[17]